# Marshall Ludington
Marshall Independence Ludington (* 4. Juli 1839 in Smithfield, Pennsylvania; † 26. Juli 1919 in Skaneateles, New York) war ein Brigadegeneral der US Army, der unter anderem zwischen 1898 und 1903 Generalquartiermeister (Quartermaster General of the US Army) war.

## Leben
Ludington trat während des Sezessionskrieges in die United States Army ein und wurde nach seiner Beförderung zum Hauptmann (Captain) am 1. November 1862 Assistent des Quartiermeisters der Freiwilligenverbände. Als Quartiermeister der zur Army of the Potomac gehörenden 2. Division nahm er an der Schlacht von Fredericksburg im Dezember 1862, an der Schlacht bei Chancellorsville im Mai 1863, an der Schlacht von Gettysburg im Juli 1863 sowie an der Schlacht in der Wilderness im Mai 1864. Den Posten des Quartiermeisters der 2. Division bekleidete er bis zum 1. Juli 1864 und nahm zuvor noch ab Juni 1864 an der frühen Phase der Belagerung von Petersburg teil. Für seine „treuen und verdienstvollen Dienste im Amt des Quartiermeisters während des Krieges“ wurde ihm am 13. März 1865 der Brevet-Rang eines Brigadegenerals der Volunteer Army of the United States verliehen. 
Am 18. Januar 1867 wurde Ludington als Major sowie Quartiermeister in die reguläre US Army übernommen und übernahm im August 1867 den Posten als Chefquartiermeister des Militärbezirks von New Mexico. Danach folgte zwischen 1870 und 1875 eine Verwendung im Büro des Generalquartiermeisters im Kriegsministerium (US Department of War) in Washington, D.C. und wurde im Anschluss 1875 Quartiermeister der Militäreinheiten in Nebraska. Nach einer Freistellung für einen Auslandsaufenthalt in Europa zwischen Oktober 1882 und März 1883 erhielt er am 15. März 1883 zum Oberstleutnant (Lieutenant Colonel) und übernahm zunächst den Posten im Büro des stellvertretenden Generalquartiermeisters, ehe er von Juli 1883 bis 1889 Quartiermeister des Bekleidungsdepots in Philadelphia war. Nach einer darauf folgenden Verwendung zwischen 1889 und 1890 als Depot-Quartiermeister in San Francisco erhielt er im Sommer 1890 seine Beförderung zum Oberst (Colonel) und wurde anschließend Erster Assistent des Generalquartiermeisters. Danach übernahm er 1894 den Posten des Generalquartiermeisters der Verbände in Missouri (Military Department of Missouri) und wurde danach im Februar 1897 zunächst verantwortlicher Quartiermeister für das Zentraldepot in New York City, jedoch bereits im März 1897 Chef Quartiermeister der östlichen Militärverbände (Military Department of the East).
Am 3. Februar 1898 wurde Ludington von US-Präsident William McKinley als Nachfolger von Brigadegeneral George H. Weeks zum Generalquartiermeister (Quartermaster General of the US Army) ernannt. Als Generalquartiermeister wurde er ebenfalls zum Brigadegeneral (Brigadier General) befördert und entwickelte nach dem Spanisch-Amerikanischen Krieg den Heerestransportdienst (Army Transport Service), der erstmals während des Boxeraufstandes in China eingesetzt wurde. Daneben war er für die Überwachung der Bauprogramme der Militärposten in den USA zuständig. Er bekleidete den Posten des Generalquartiermeisters bis zum 12. April 1903 und trat dann mit dem Rang eines Generalmajors (Major General) in den Ruhestand. Am 13. April 1903 übernahm Brigadegeneral Charles Frederic Humphrey Sr. als sein Nachfolger das Amt des Generalquartiermeisters. 
Er war mit Harriet Foote Marvin Ludington verheiratet und wurde nach seinem Tode auf dem Nationalfriedhof Arlington beigesetzt.